# Al-Mutásim
Abū Isḥāq Muḥammad ibn Hārūn al-Rashīd (en árabe: أبو إسحاق محمد بن هارون الرشيد‎; octubre de 796 – 5 de enero de 842), conocido por su sobrenombre al-Muʿtaṣim biʾllāh (المعتصم بالله), fue el octavo califa abbasí, que gobernó desde el año 833 hasta su muerte en el 842. Hijo menor del Califa Harún al-Rashid, alcanzó prominencia a través de su formación en un ejército privado compuesto predominantemente por soldados esclavos turcos (ghilmān). Esto le resultó útil a su medio hermano, el Califa al-Ma'mún, que empleó a al-Mu'tásim y a su guardia turca para contrarrestar a otros poderosos grupos de interés del Estado, así como para emplearlos en campañas contra los rebeldes y el Imperio Bizantino. Cuando al-Ma'mún murió inesperadamente en la campaña de agosto de 833, al-Mu'tásim estaba bien situado para sucederle, por encima de las aspiraciones del hijo de al-Ma'mún, al-Abbás ibn al-Ma'mún.
Al-Mu'tásim continuó muchas de las políticas de su hermano, como la asociación con los tahiríes, que gobernaron Jorasán y Bagdad en nombre de los abbasíes. Con el apoyo del poderoso jefe cadí, Áhmad ibn Abi Duad, continuó implementando la doctrina racionalista islámica del Mu'tazili y la persecución de sus oponentes a través de la miḥna. Aunque no se interesó personalmente por las actividades literarias, al-Mu'tásim también nutrió el renacimiento científico iniciado bajo al-Ma'mún. Por otra parte, su reinado marca un punto de inflexión y un hito en la historia islámica, con la creación de un nuevo régimen centrado en los militares y, en particular, en su guardia turca. En el 836, se estableció una nueva capital en Samarra para simbolizar este nuevo régimen y sacarlo de la inquieta población de Bagdad. El poder del gobierno califal se incrementó con medidas centralizadoras que redujeron el poder de los gobernadores provinciales a favor de un pequeño grupo de altos funcionarios civiles y militares en Samarra, y el aparato fiscal del estado se dedicaba cada vez más al mantenimiento del ejército profesional, dominado por los turcos. Las élites árabes e iraníes que habían desempeñado un papel importante en los primeros años del estado abbasí estaban cada vez más marginadas, y una conspiración fallida contra al-Mu'tásim en favor de al-Abbás en el 838 dio lugar a una purga generalizada de sus filas. Esto fortaleció la posición de los turcos y sus principales líderes, Abu Ya'far Ashinas, Wasif al-Turki, Itakh al-Khazarí y Bogha al-Khabir. Otro miembro destacado del círculo íntimo de al-Mu'tásim, el príncipe de Khaydhar ibn Kawus al-Afshin, fue derrocado y asesinado en el año 841. El ascenso de los turcos acabaría por provocar los problemas de la ‘Anarquía de Samarra’ y conduciría al colapso del poder abasí a mediados del siglo X, pero el sistema basado en ghulām, inaugurado por al-Mu'tásim, sería ampliamente adoptado en todo el mundo musulmán.
El reinado de al-Mu'tásim estuvo marcado por una guerra continua. Las dos principales campañas internas del reinado fueron contra el levantamiento jurramita de Babak Khorramdin en Azarbaiyán, que fue reprimido por al-Afshin en 835-837, y contra Maziar, el gobernante autónomo de Tabaristán, que se había enfrentado a los tahiríes y se había rebelado. Mientras que sus generales dirigían la lucha contra las rebeliones internas, el propio al-Mu'tásim dirigió la única gran campaña exterior de la época; en el 838 contra el Imperio Bizantino. Sus ejércitos derrotaron al emperador Teófilo en la batalla de Anzen y saquearon la ciudad de Amorio. La campaña de Amorio fue ampliamente celebrada y se convirtió en la piedra angular de la propaganda califal, consolidando la reputación de al-Mu'tásim como califa guerrero. Al-Mu'tásim murió en 842 y le sucedió su hijo al-Wáthiq.

## Juventud

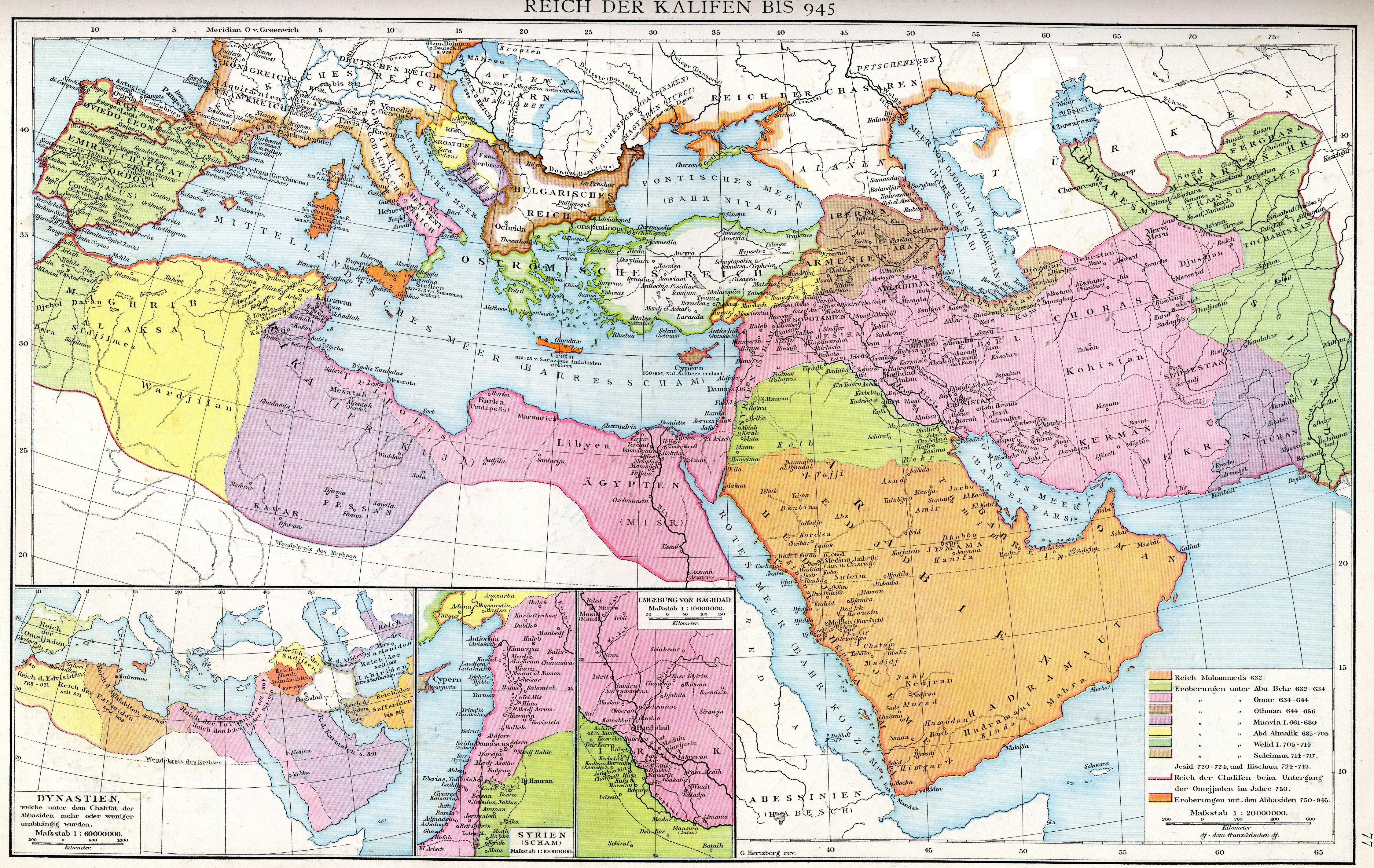
Mapa de la expansión musulmana durante los siglos y y del mundo musulmán bajo los omeyas y los primeros califatos abbasíes, del Allgemeiner historischer Handatlas del historiador Johann Gustav Droysen (1886).

El futuro al-Mu'tásim, nació en el Palacio de Juld en Bagdad, pero la fecha exacta no está clara: según el historiador al-Tabari, su nacimiento fue registrado por las autoridades en el Shaabán del AH 180 (796/797) o en el AH 179 (795/796). Sus padres eran el quinto califa abbasí, Harún al-Rashid y Marida bint Shabib, una concubina esclava. Por lo demás desconocida, Marida nació en Kufa, en Irak, pero su familia era de Soghdia, y por lo general se la considera de origen turco. Los primeros años de vida del joven príncipe coincidieron con lo que, a juicio de la posteridad, fue la edad de oro del Califato abasí. La abrupta caída de los Barmáquidas en el 803, que habían dominado el gobierno durante las décadas anteriores, sugería la inestabilidad política en los niveles más altos de la corte, mientras que las rebeliones que fueron reprimidas con bastante dificultad proporcionaban señales de advertencia sobre el control que la dinastía ejercía sobre el imperio. Sin embargo, en comparación con las luchas y divisiones que siguieron en las décadas posteriores a la muerte de Harún, el imperio abbasí vivió sus días de paz. Harún aún gobernaba directamente sobre la mayor parte del mundo islámico de su tiempo, desde Asia Central y Sind en el este hasta el Magreb en el oeste. Las animadas redes comerciales que unían la Dinastía Tang en China y el Océano Índico con Europa y África pasaron por el califato, con Bagdad como nexo, asegurando su prosperidad. Los ingresos de las provincias mantuvieron la tesorería llena, permitiendo al Califa lanzar enormes expediciones contra el Imperio Bizantino y emprender una vigorosa diplomacia, llegando sus enviados incluso a la lejana corte de Carlomagno. Esta riqueza también permitió un patrocinio considerable: las donaciones caritativas a las ciudades sagradas musulmanas de La Meca y Medina y la acogida de eruditos religiosos y ascetas en la corte garantizaron la benevolencia de las clases religiosas hacia la dinastía, mientras que los fondos prodigados a los poetas garantizaron su fama duradera; el esplendor de la corte califal sirvió de inspiración para algunas de las primeras historias de Las mil y una noches.

## Carrera bajo al-Ma'mún
Como adulto, Muhámmad era comúnmente llamado por su kunya, Abu Ishaq. Al-Tabari describe al adulto Abu Ishaq como «de tez blanca, con barba negra, cuyas puntas de pelo eran rojas y cuyo extremo era cuadrado y rayado de rojo, y con ojos hermosos». Otros autores destacan su fuerza física y su amor por la actividad física –una anécdota recuerda cómo durante la campaña de Amorio se adelantó al ejército montado en una mula y buscó en persona un vado a través de un río– en marcado contraste con sus predecesores y sucesores más sedentarios. Los autores posteriores escriben que era casi analfabeto, pero como comenta el historiador Hugh N. Kennedy, esto «habría sido lo más improbable para un príncipe abbasí», y muy probablemente refleja su falta de interés por las actividades intelectuales.
Como uno de los hijos menores de Harún, Abu Ishaq fue inicialmente de poca importancia, y no figuraba en la línea de sucesión. Poco después de la muerte de Harún en el 809, estalló una cuarta guerra civil entre sus hermanastros mayores al-Amín y al-Mamún. Al-Amín contaba con el apoyo de las élites abbasíes tradicionales de Bagdad, mientras que al-Ma'mún contaba con el apoyo de otras secciones. Al-Ma'mún salió victorioso en el 813 con la rendición de Bagdad tras un largo asedio y la muerte de al-Amín. Al elegir permanecer en su fortaleza de Jorasán, en la periferia nor-oriental del mundo islámico, al-Ma'mún permitió que sus principales lugartenientes gobernaran en su lugar en Irak. Esto dio lugar a una oleada de antipatía hacia al-Ma'mún y sus lugartenientes persas, tanto entre las élites abbasíes de Bagdad como en las regiones occidentales del Califato, que culminó con la designación del hermano menor de Harún al-Rashid, Ibrahim, como anti-califa en Bagdad en el 817. Este acontecimiento hizo que al-Ma'mún se diera cuenta de su incapacidad para gobernar desde lejos; inclinándose ante la reacción popular, despidió o ejecutó a sus lugartenientes más cercanos, y regresó en persona a Bagdad en el 819 para comenzar la difícil tarea de reconstruir el Estado.
Durante todo el conflicto y sus consecuencias, Abu Ishaq permaneció en Bagdad.
Al-Tabari registra que Abu Ishaq dirigió la peregrinación del Hach del 816, acompañado por muchas tropas y oficiales, entre ellos Hamdawayh ibn Ali ibn Isa ibn Mahan, que acababa de ser nombrado gobernador del Yemen y que se dirigía hacia allí. Durante su estancia en La Meca, sus tropas derrotaron y capturaron a un líder pro-Alí que había asaltado las caravanas de peregrinos. También dirigió la peregrinación el año siguiente, pero no se conocen detalles. Parece que al menos durante este tiempo, Abu Ishaq fue leal a al-Ma'mun y a su virrey en Irak, al-Hasan ibn Sahl, pero, como la mayoría de los miembros de la dinastía y el abnāʾ de Bagdad, apoyó a su medio tío Ibrahim contra al-Ma'mun en 817-819.

## Formación de la guardia turca
A partir del año 815, Abu Ishaq comenzó a formar su cuerpo de tropas turcas. Los primeros miembros del cuerpo fueron esclavos domésticos que compró en Bagdad (el distinguido general Itakh era originalmente cocinero) a quienes entrenó en el arte de la guerra, pero pronto fueron complementados por esclavos turcos enviados directamente desde los confines del mundo musulmán en Asia Central, en virtud de un acuerdo con los gobernantes samaníes locales. Esta fuerza privada era pequeña, probablemente contaba entre tres y cuatro mil miembros en el momento de su acceso al trono, pero estaba altamente entrenada y disciplinada, e hizo de Abu Ishaq un hombre de poder por derecho propio, en la medida que al -Ma'mun se dirigía cada vez más a él en busca de ayuda.
En julio-septiembre del 830, al-Ma'mún, alentado por la percepción de debilidad bizantina y la sospecha de colusión entre el emperador Teófilo y los rebeldes jurramitas de Babak Khorramdin, lanzó la primera invasión a gran escala del territorio bizantino desde el comienzo de la guerra civil abbasí, y saqueó varias fortalezas fronterizas bizantinas.
Poco después de la salida de Abu Ishaq de Egipto, la revuelta estalló de nuevo, esta vez con los colonos árabes y los coptos cristianos nativos bajo el liderazgo de Ibn Ubaydus, descendiente de uno de los conquistadores árabes originales del país. Los rebeldes fueron enfrentados por los turcos, liderados por al-Afshin. Al-Afshin llevó a cabo una campaña sistemática, obteniendo una serie de victorias y participando en ejecuciones a gran escala: muchos coptos fueron ejecutados y sus mujeres y niños vendidos como esclavos, mientras que las viejas élites árabes que habían gobernado el país desde la conquista musulmana de Egipto en los años 640 fueron prácticamente aniquiladas. A principios del 832, al-Ma'mún llegó a Egipto, y poco después los últimos elementos de resistencia, los coptos de las marismas costeras del delta del Nilo, fueron sometidos.
Más tarde en el mismo año, al-Ma'mún repitió su invasión de las tierras fronterizas bizantinas, capturando la fortaleza de Loulon; de gran importancia estratégica, un éxito que consolidó el control abbasí de ambas salidas de las Puertas Cilicias. Tan alentado se sintió al-Ma'mún por esta victoria que rechazó repetidamente las ofertas cada vez más generosas de paz de Teófilo y anunció públicamente su intención de capturar a Constantinopla. En consecuencia, al-Abbás fue enviado en mayo para convertir la ciudad desierta de Tyana en una colonia militar y preparar el terreno para el avance hacia el oeste. Al-Ma'mún le siguió en julio, pero de repente cayó enfermo y murió el 7 de agosto del 833.

## Califato
Al-Ma'mún no había hecho ninguna provisión oficial para su sucesión. Su hijo al-Abbás, era lo suficientemente mayor para gobernar y había adquirido experiencia de mando en las guerras fronterizas con los bizantinos, pero no había sido nombrado heredero. Según el relato de al-Tabari, en su lecho de muerte al-Ma'mún dictó una carta en la que nombraba a su hermano, y no a al-Abbás, como su sucesor, y Abu Ishaq fue aclamado como califa el 9 de agosto con el nombre de al-Mu'tasim bi'llāh (“el que busca refugio en Dios”).

### Administración

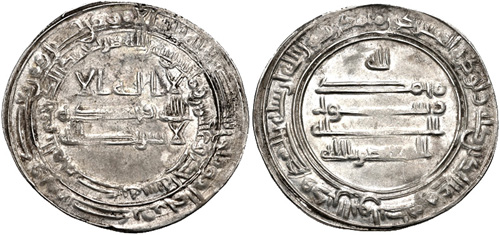
Dírham de plata de al-Mu'tásim, acuñado en Rayy en el 836/7.

Cualquiera que fuera el verdadero trasfondo de su adhesión, al-Mu'tásim debió su ascenso al trono no solo a su fuerte personalidad y capacidad de liderazgo, sino principalmente al hecho de que fue el único príncipe abasí que controló el poder militar independientemente, en la forma de su cuerpo turco.

### Campañas internas
Aunque el reinado de al-Mu'tásim fue una época de paz en el corazón del califato, el propio al-Mu'tásim era un enérgico guerrero, y según Kennedy «adquirió la reputación de ser uno de los califas-guerreros del Islam». Con excepción de la campaña de Amorio, la mayoría de las expediciones militares del reinado de al-Mu'tásim fueron de carácter nacional, dirigidas contra los rebeldes en zonas que, aunque formaban parte del califato, habían quedado fuera del efectivo dominio musulmán y en la que los pueblos autóctonos conservaban su autonomía de facto. Las tres grandes campañas del reinado —Amorio, la expedición contra la rebelión khurramita, y la que se hizo contra Maziar, gobernante de Tabaristán— fueron en parte también ejercicios de propaganda deliberada, en los que al-Mutásim logró solidificar la legitimidad de su régimen a los ojos de la población liderando guerras contra los infieles.
Una revuelta de alides dirigida por Muhammad ibn Qasim estalló en Jorasán a principios de 834, pero fue rápidamente derrotada y Muhammad llevado como prisionero a la corte del Califa. Logró escapar durante la noche del 8 al 9 de octubre de 834, aprovechando las festividades de Eid al-Fitr, y nunca más se supo de él. En junio / julio del mismo año, Ujayf ibn 'Anbasa fue enviado a someter a los Zutt. Se trataba de personas que habían sido traídas de la India por los emperadores sasánidas y se establecieron en las marismas mesopotámicas. Los Zutt habían estado en rebelión contra la autoridad califal desde alrededor de 820, y habían asaltado con frecuencia los alrededores de Basora y Wasit. Después de una campaña de siete meses, Ujayf logró rodear a los Zutt y obligarlos a rendirse. Hizo una entrada triunfal en Bagdad en enero de 835 con numerosos cautivos. Muchos de los Zutt fueron enviados a Ayn Zarba en la frontera bizantina, a luchar contra los bizantinos.
La primera gran campaña del nuevo reinado se dirigió contra los khurramitas en Adharbayjan y Arrán. La revuelta khurramita había estado activa desde 816/7, ayudada por las inasequibles montañas de la provincia y la ausencia de grandes centros de población árabe musulmana, excepto en algunas ciudades de las tierras bajas. Al-Mamún había dejado a los musulmanes locales en gran medida a su suerte. Una sucesión de comandantes militares intentó someter la rebelión por su propia iniciativa, y así hacerse con el control de los recursos minerales recién descubiertos del país, solo para ser derrotados por los khurramitas bajo el capaz liderazgo de Babak. Inmediatamente después de su ascenso, al-Mutásim envió al ṣāḥib al-shurṭa (jefe de la policía) tahirí de Bagdad y Samarra, Ishaq ibn Ibrahim ibn Mus'ab, a hacerle frente a la expansión de la rebelión khurramita desde Jibal hasta Hamadán. Ishaq alcanzó rápidamente el éxito y en diciembre de 833 había reprimido la rebelión, lo que obligó a muchos khurramitas a buscar refugio en el Imperio bizantino. En 835, al-Mutásim tomó medidas contra Babak y asignó a su confiable y capaz lugarteniente, al-Afshin, a dirigir la campaña. Después de tres años de una campaña cautelosa y metódica, al-Afshin pudo capturar a Babak en su capital de Budhdh el 26 de agosto de 837, extinguiendo así la rebelión. Babak fue llevado cautivo a Samarra, donde, el 3 de enero de 838, fue exhibido ante la gente sentado en un elefante y luego ejecutado públicamente.
Poco después, Minkajur al-Ushrusani, a quien al-Afshin había designado como gobernador de Adharbayjan después de la derrota de los khurramitas, se rebeló, bien porque había estado involucrado en irregularidades financieras, o porque había sido co-conspirador de al-Afshin. Bugha el Viejo marchó contra él, obligándolo a capitular y a recibir un salvoconducto a Samarra en 840.
La segunda gran campaña doméstica del reinado comenzó en 838, contra Maziar, el gobernante karenida autónomo de Tabaristán.[118] Tabaristán había sido sometido a la autoridad abasí en 760, pero la presencia musulmana se limitaba a las tierras bajas costeras del Mar Caspio y sus ciudades. Las áreas montañosas permanecían bajo el control de gobernantes nativos, entre los que se encontraban los bavandidas en el este y los karenidas en las cordilleras central y occidental, y que conservaban su autonomía a cambio de pagar un tributo al califato. Con el apoyo de al-Mamún, Maziar se había establecido como el gobernante de facto de todo Tabaristán, incluso capturando la ciudad musulmana de Amul y encarcelando al gobernador abasí local. Al-Mutásim lo confirmó en su puesto en el momento de su adhesión, pero pronto comenzaron los problemas cuando Maziar se negó a aceptar su subordinación al virrey tahirí del este, Abdallah ibn Tahir, en lugar de insistir en pagar los impuestos de su región directamente al agente de Al-Mutásim. Según al-Tabari, la intransigencia de los karenidas había sido alentada en secreto por al-Afshin, que esperaba desacreditar a los tahiríes y asumir él mismo su vasta gobernación en el este.
La tensión aumentó cuando los tahiríes alentaron a los musulmanes locales a resistirse a Maziar, lo que obligó a estos últimos a adoptar una postura cada vez más confrontativa contra los colonos musulmanes y buscar apoyo en el campesinado nativo iraní, y en su mayoría zoroastriano, a quienes alentó a atacar a los terratenientes musulmanes. El conflicto abierto estalló en 838, cuando sus tropas tomaron las ciudades de Amul y Sari, tomaron prisioneros a colonos musulmanes y ejecutaron a muchos de ellos. En retorno, los tahiríes bajo el mando de al-Hasan ibn al-Husayn ibn Mus'ab y Muhammad ibn Ibrahim ibn Mus'ab invadieron Tabaristán. Maziar fue traicionado por su hermano Quhyar, quien también reveló a los tahiríes la correspondencia entre Maziar y al-Afshin. Quhyar entonces sucedió a su hermano como designado por los tahiríes, mientras que Maziar era llevado cautivo a Samarra. Como ocurrió con Babak, fue exhibido ante la población y luego azotado a muerte el 6 de septiembre de 840. Si bien la autonomía de las dinastías locales se mantuvo después de la revuelta, el evento marcó el inicio de la rápida islamización del país, incluso entre las dinastías nativas.
Cerca del final de la vida de al-Mu'tasim, hubo una serie de levantamientos en las provincias sirias, incluida la revuelta de Abu Harb, conocida como al-Mubarqa o "el Velado", que puso en primer plano los persistentes sentimientos pro-omeyas de muchos árabes sirios.

### Enfrentamiento con el Imperio Bizantino
Aprovechando la preocupación de los abasíes por la supresión de la rebelión jurramita, el emperador bizantino Teófilo había lanzado ataques contra la zona fronteriza musulmana a principios de la década del 830 y obtuvo varios éxitos. Sus fuerzas fueron reforzadas por unos catorce mil jurramitas que huyeron al Imperio bizantino, se bautizaron y se alistaron en el ejército bajo el mando de su líder Nasr, más conocido por su nombre cristiano Teófobo.

## Muerte y legado
Al-Tabari afirma que al-Mu'tásim cayó enfermo el 21 de octubre del 841. Su médico habitual, Salmawayh ibn Bunan, en quien el califa había confiado implícitamente, había fallecido el año anterior. Su nuevo médico, Yahya ibn Masawayh, no continuó con el tratamiento que este llevaba de ventosas y purgas. Según Hunayn ibn Ishaq esto empeoró la enfermedad del califa y provocó su muerte el 5 de enero del 842, después de un reinado de ocho años con ocho meses y dos días, según el calendario islámico.